# Silkeborg IF
Silkeborg IF är en fotbollsklubb i orten Silkeborg i Danmark. Klubben bildades den 26 april 1917, och kom från den danska andradivisionen till Superligan och vann säsongen 1993/1994 mästerskapet första året i toppligan under Bo Johanssons ledning. Han blev då förbundskapten för danska landslaget.

## Spelartrupp
| Nr | Land    | Pos | Namn                           |
| -- | ------- | --- | ------------------------------ |
| 1  | Danmark | MV  | Nicolai Larsen ()              |
| 2  | Danmark | F   | Andreas Poulsen (lån från AaB) |
| 3  | Norge   | F   | Robin Østrøm                   |
| 4  | Danmark | F   | Joel Felix                     |
| 5  | Peru    | F   | Oliver Sonne                   |
| 6  | Danmark | MF  | Pelle Mattsson                 |
| 7  | Danmark | MF  | Kasper Kusk                    |
| 8  | Island  | MF  | Stefán Teitur Þórðarson        |
| 9  | Danmark | A   | Alexander Lind                 |
| 11 | Danmark | MF  | Fredrik Carlsen                |
| 13 | Danmark | F   | Oscar Fuglsang                 |
| 14 | Danmark | MF  | Mark Brink                     |

| Nr | Land        | Pos | Namn                               |
| -- | ----------- | --- | ---------------------------------- |
| 15 | Danmark     | A   | Asbjørn Bøndergaard                |
| 16 | Danmark     | MV  | Jacob Pryts                        |
| 17 | Nya Zeeland | MF  | Callum McCowatt                    |
| 19 | Danmark     | F   | Jens Martin Gammelby               |
| 20 | Danmark     | MF  | Mads Larsen                        |
| 21 | Danmark     | MF  | Anders Klynge                      |
| 23 | Danmark     | A   | Tonni Adamsen                      |
| 24 | Zambia      | F   | Lubambo Musonda (lån från Horsens) |
| 25 | Sverige     | F   | Pontus Rödin                       |
| 29 | Danmark     | F   | Frederik Rieper                    |
| 30 | Danmark     | MV  | Aske Andrésen                      |
| 40 | Danmark     | F   | Alexander Busch                    |

### Utlånade spelare
| Nr | Land    | Pos | Namn                                             |
| -- | ------- | --- | ------------------------------------------------ |
|    | Danmark | MF  | Anders Dahl (i Fredericia till 30 juni 2023)     |
|    | Danmark | MF  | Andreas Pyndt (i IFK Göteborg till 30 juni 2024) |

| Nr | Land    | Pos | Namn                                                 |
| -- | ------- | --- | ---------------------------------------------------- |
|    | Danmark | A   | Frederik Carstensen (i Fredericia till 30 juni 2023) |

## Svenska spelare
- Henrik Dahl (2003)
- Mattias Thylander (2004-2005)
- Daniel Ahonen (2013-2014)
- Niklas Uddenäs (2015)
- Gustaf Nilsson (2017-2018)
- Shkodran Maholli (2018-2020)
- Marcus Johansson (2018-2019)

## Svenska tränare
- Bo Johansson (1992-1994)
- Bo Nilsson (1994)